# Ettore Lambertini
Ettore Lambertini (Bologna, 29 marzo 1861 – Bologna, 13 ottobre 1936) è stato un ingegnere italiano.

## Biografia
Diplomato alla Regia Scuola di Applicazione per Ingegneri di Bologna, Ettore Lambertini fu attivo soprattutto a Bologna, dove debuttò la sua carriera all'insegna del Modernismo internazionale e dove realizzò edifici in stile liberty. Oltre a palazzo Alberani all'angolo tra via Farini e via Castiglione, realizzato in collaborazione con Paolo Graziani nel 1909, progettò nel 1907 la casa Sanguinetti in via Irnerio e numerose residenze private sui viali di circonvallazione, tra cui le Ville Lambertini lungo il Viale Carducci. Fu inoltre attivo a Pesaro come consulente urbanistico, per la progettazione di vari edifici pubblici.
Meno riuscite le sue idezioni più tarde, come l'Istituto di Fisiologia di Bologna e la cappella Brugnoli nella Certosa di Bologna.
Lambertini è sepolto nel cimitero monumentale bolognese, nel Nuovo Braccio del Chiostro V o Maggiore.